# 가도마쓰역
가도마쓰역(일본어: 門松駅)은 일본 후쿠오카현 가스야군 가스야정에 위치한 규슈 여객철도 사사구리 선(후쿠호쿠유타카 선)의 철도역이다. 상대식 승강장 2면 2선의 구조를 갖춘 지상역이다.

## 이용 현황
| 승차 인원 추이 | 승차 인원 추이 |
| 연도           | 1일 평균       |
| -------------- | -------------- |
| 2006           | 1,000          |
| 2007           | 2,200          |
| 2008           | 2,200          |
| 2009           | 2,100          |
| 2010           | 2,200          |
| 2011           | 2,200          |
| 2012           | 2,300          |
| 2013           | 2,500          |

## 역 주변
- 주식회사 도카도 (TV로 유명)

## 역사
- 1987년
  - 3월 9일 : 일본국유철도가 임시 승강장으로서 개설. 당초는 1면 1선.
  - 4월 1일 : 일본국유철도 분할 민영화에 의해, 규슈 여객철도가 승계.
- 2009년 3월 1일 : IC카드 SUGOCA의 사용을 개시.

## 인접 역
| 큐슈여객철도 사사구리 선 | 큐슈여객철도 사사구리 선 | 큐슈여객철도 사사구리 선 |
| ------------------------ | ------------------------ | ------------------------ |
| 사사구리 노가타 방면     | ■ 사사구리 선            | 조자바루 하카타 방면     |